# USA:s MotoGP 2005
USA:s MotoGP 2005 kördes den 10 juli på Laguna Seca Raceway.

## MotoGP

### Slutresultat
| Plats | Förare            | Märke     | Grid | Kvaltid  |
| ----- | ----------------- | --------- | ---- | -------- |
| 1     | Nicky Hayden      | Honda     | 1    | 1.22,670 |
| 2     | Colin Edwards     | Yamaha    | 5    | 1.23,469 |
| 3     | Valentino Rossi   | Yamaha    | 2    | 1.23,024 |
| 4     | Max Biaggi        | Honda     | 7    | 1.23,596 |
| 5     | Sete Gibernau     | Honda     | 13   | 1.24,145 |
| 6     | Troy Bayliss      | Honda     | 4    | 1.23,358 |
| 7     | Makoto Tamada     | Honda     | 9    | 1.23,750 |
| 8     | John Hopkins      | Suzuki    | 6    | 1.23,493 |
| 9     | Shinya Nakano     | Kawasaki  | 10   | 1.23,799 |
| 10    | Loris Capirossi   | Ducati    | 14   | 1.24,257 |
| 11    | Rubén Xaus        | Yamaha    | 16   | 1.24,741 |
| 12    | Alex Hofmann      | Kawasaki  | 15   | 1.24,480 |
| 13    | Toni Elías        | Yamaha    | 17   | 1.25,462 |
| 14    | Kenny Roberts Jr. | Suzuki    | 12   | 1.24,011 |
| 15    | Shane Byrne       | Proton KR | 19   | 1.25,937 |
| 16    | James Ellison     | Blata     | 20   | 1.26,800 |
| 17    | Franco Battaini   | Blata     | 21   | 1.28,435 |
| 18    | Roberto Rolfo     | Ducati    | 18   | 1.25,881 |
| 19    | Carlos Checa      | Ducati    | 8    | 1.23,597 |
| 20    | Alex Barros       | Honda     | 3    | 1.23,312 |
| 21    | Marco Melandri    | Honda     | 11   | 1.23,905 |